# Vulcanus' smidse
Vulcanus' smidse (Frans: La Forge de Vulcain) is het 3de album uit de stripreeks Yoko Tsuno en het 2de met de buitenaardse Vineanen.

## Achtergrond
Oorspronkelijk schreef Leloup het scenario van dit album voor De avonturen van Kuifje toen hij nog als assistent werkte bij Hergé. Hergé keurde het echter af omdat hij het te modern vond voor Kuifje. Ook had Hergé problemen met de grote rol van vrouwelijke personages in het verhaal. Later herwerkte Leloup het scenario voor deze reeks in dit album.

## Het verhaal
Yoko Tsuno en haar vrienden vliegen naar Martinique waar een booreiland voor de kust een onbekend materiaal naar boven heeft gehaald, dat dezelfde eigenschappen heeft als de bol die Khany aan Yoko gaf bij hun afscheid. (zie: Trio in het onbekende) Op het booreiland worden de drie opgehaald door Khany, die hen vertelt over een naderende ramp. De Vineanen waren van plan een nieuw continent in de oceaan te maken, maar een magma-toevoerleiding werd vernield door de boor van het olieplatform. Het magma dreigt door een granietlaag te breken, waardoor de daarboven gelegen oliebel zal ontploffen.
De machtswellustige Vineaan Karpan, die de leiding over het project heeft, wil de lavaleiding niet afsluiten. Hij hoopt dat de ontploffing alle mensen op de eilanden zal doden, zodat hij er zelf kan gaan wonen. Khany en Yoko moeten hem proberen tegen te houden.